# Colonie du Cap
1652–1910
Entités suivantes :
- Province du Cap de Bonne-Espérance

La colonie du Cap est une colonie alternativement néerlandaise et britannique, de 1652 à 1910, devenue ensuite partie de l’Union sud-africaine (de 1910 à 1961) puis de l’Afrique du Sud (en 1961). Elle fut établie à partir de la ville du Cap fondée en 1652.

## Histoire
C'est le 3 février 1488, à Mossel Bay, que débarque pour la première fois sur les rives sud-africaines un équipage européen. Après avoir longé le sud-ouest de la côte africaine, la flotte, commandée par le Portugais Bartolomeu Dias, est emportée vers le sud, dépassant le point le plus méridional du continent. Après avoir continué vers l'est, il se dirige à nouveau vers le nord jusqu'au Rio do Infante (actuelle Great Fish river) avant de longer la côte vers l'ouest et, plus tard, d'atteindre le cap des Aiguilles. Sur le chemin du retour vers le Portugal, Dias repère ce qu'il nomme le « cap des Tempêtes » en raison des vents qui y sévissent et des courants qui y sont très forts. Ce cap est finalement rebaptisé cap de Bonne-Espérance (Cabo da Boa Esperança). Le premier navigateur européen à franchir concrètement le cap de Bonne-Espérance est un autre Portugais, Vasco de Gama, en 1497.

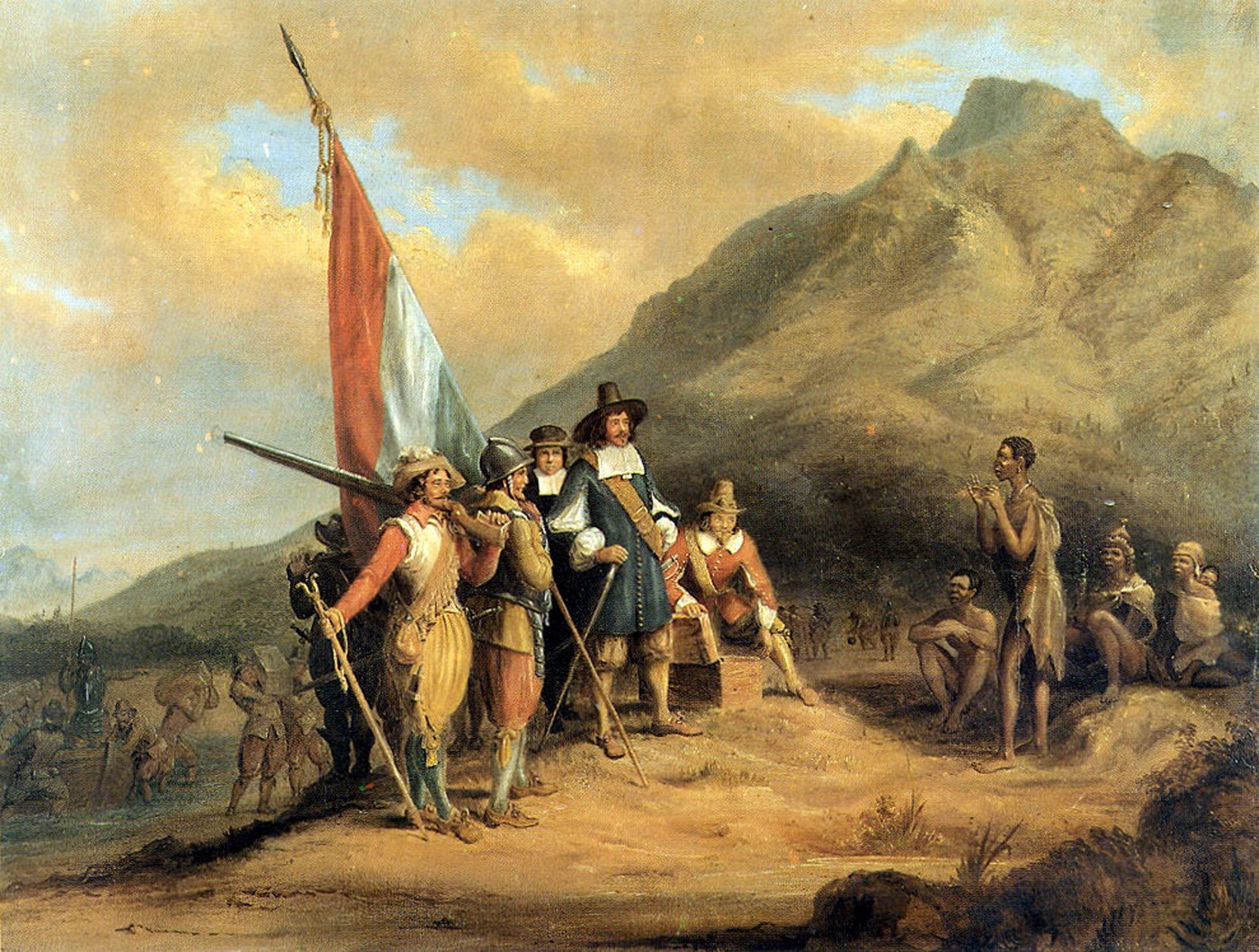
L'arrivée de Jan van Riebeeck au Cap en 1652.

Le 6 avril 1652, au commandement de cinq navires de la VOC (nommés Reijer, Oliphant, Goede Hoop, Walvisch, Dromedaris), le capitaine Jan van Riebeeck débarque dans la baie de la montagne de la Table près de la péninsule du cap de Bonne-Espérance, à la pointe sud-ouest de l’Afrique. C’est avec 90 pionniers dont seulement huit femmes qu’il fonde Le Cap, la cité-mère de la future république d’Afrique du Sud, alors simple comptoir commercial sur la route des Indes. Jan van Riebeeck ne devait pas établir une colonie mais un établissement relais pour les navires en route vers les Indes orientales. Néanmoins, pour augmenter la production agricole de la colonie afin de nourrir la population et assurer le ravitaillement des navires, il recommanda que des colons soient libérés de leurs obligations vis-à-vis de la compagnie et autorisés à s’installer comme fermiers au Cap et à commercer.
Lorsque les Néerlandais débarquent, la péninsule du Cap est habitée (depuis environ 2 500 ans) par des Khoïkhoïs et des San, peu nombreux, que les Hollandais baptisent du nom de Hottentot (bégayeur). Le reste du territoire de l’actuelle Afrique du Sud est très peu peuplé, exception faite les hauts plateaux au sud du fleuve Limpopo (actuelle province du Limpopo) occupés par les peuples Sothos, dans l'est (actuel Mpumalanga) vivent les Tsongas, tandis que les peuples Ngunis (Zoulous, Xhosas et Swazis) se partagent la région méridionale à l'est de la Great Fish River, à 1 500 km à l'est du Cap.
Colonie néerlandaise officiellement établie à partir de 1691, elle s'est étendue progressivement durant les XVIIIe et XIXe siècles pour atteindre 569 020 km2 au début du XXe siècle.

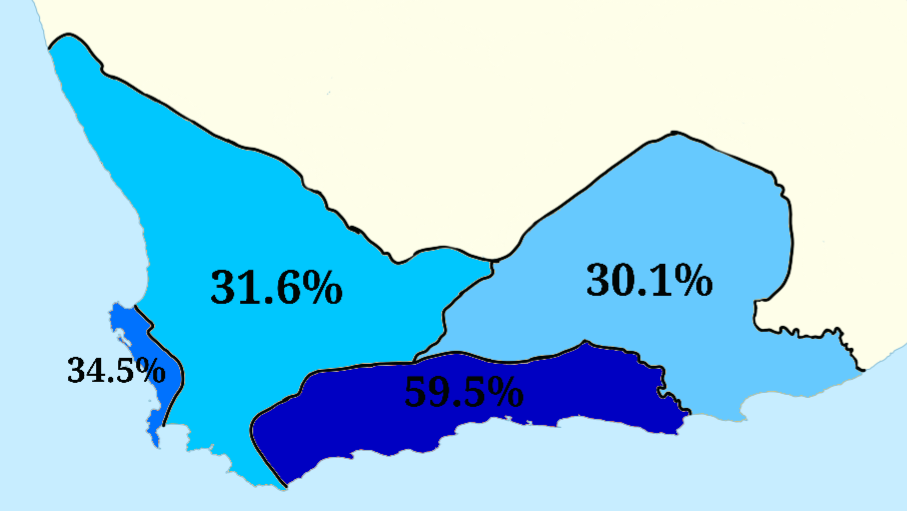
Pourcentage de résidents d'origine européenne d'après le recensement de 1797.

En 1794, les Provinces-Unies sont occupées par la France lors des guerres révolutionnaires, et deviennent la République batave (une république sœur, favorable à la France). En réponse, la colonie est occupée par les Britanniques en 1795, puis est rendue en 1803, et repasse définitivement sous pavillon britannique en 1806.
Tout au long du XIXe siècle, la colonie du Cap connaît un développement économique, politique territorial et démographique sans précédent. Dans les années 1825-1835, révulsés par le comportement des autorités britanniques, des milliers de Boers (les descendants des premiers colons néerlandais) s'organisèrent pour quitter la colonie du Cap lors du Grand Trek, et fonder les républiques boers, qui se retrouvent directement au contact des populations Bantous.
Lors de la formation de l'Union sud-africaine en 1910, elle perd son autonomie politique pour devenir la province du Cap, la plus grande des provinces du dominion mais la moins densément peuplée.
En 1994, la province du Cap a été divisée en quatre nouvelles provinces :
- le Cap-Occidental,
- le Cap-Oriental,
- le Cap-Nord
- et une partie de la province du Nord-Ouest

## Géographie
La colonie du Cap était située à l'extrême sud-ouest de l'Afrique, bordée par l'océan Atlantique à l'ouest et l'océan Indien au sud.
Constituée à partir du fort de Bonne-Espérance et de la ville du Cap en 1652, elle s'est étendue jusqu'aux territoires xhosas à plus de 1 000 km vers l'est puis au fleuve Orange au nord.
À la fin du XIXe siècle, elle était frontalière de la colonie britannique du Natal après l'annexion des différents territoires composant le Transkei.

## Chronologie
- 1488 : le navigateur portugais Bartolomeu Dias, atteint le cap de Bonne-Espérance
- 1497 : Vasco de Gama explore la côte sud-africaine.
- 1647 : naufrage du navire néerlandais, le Nieuwe Haarlem, en terre sud-africaine.
- 6 avril 1652 : Cinq navires de la Compagnie néerlandaise des Indes orientales (VOC), sous le commandement du capitaine Jan van Riebeeck, accostent dans la baie de la montagne de la Table près de la péninsule du Cap de Bonne-Espérance. Fondation de la ville du Cap.
- 1657 : début de la colonisation d'un territoire alors occupé principalement par des nomades khoïkhoïs (hottentots).

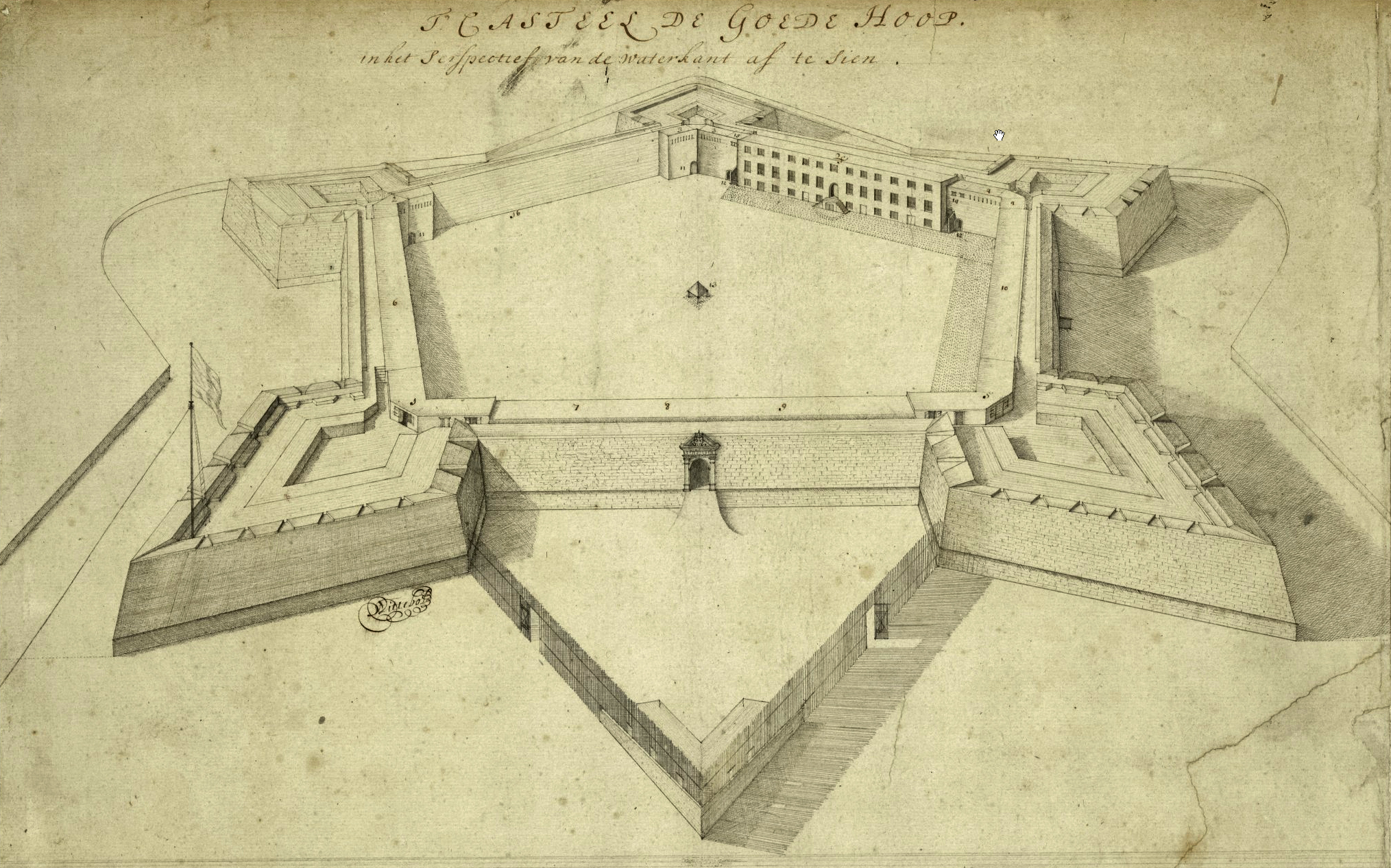
Fort de Bonne-Espérance.

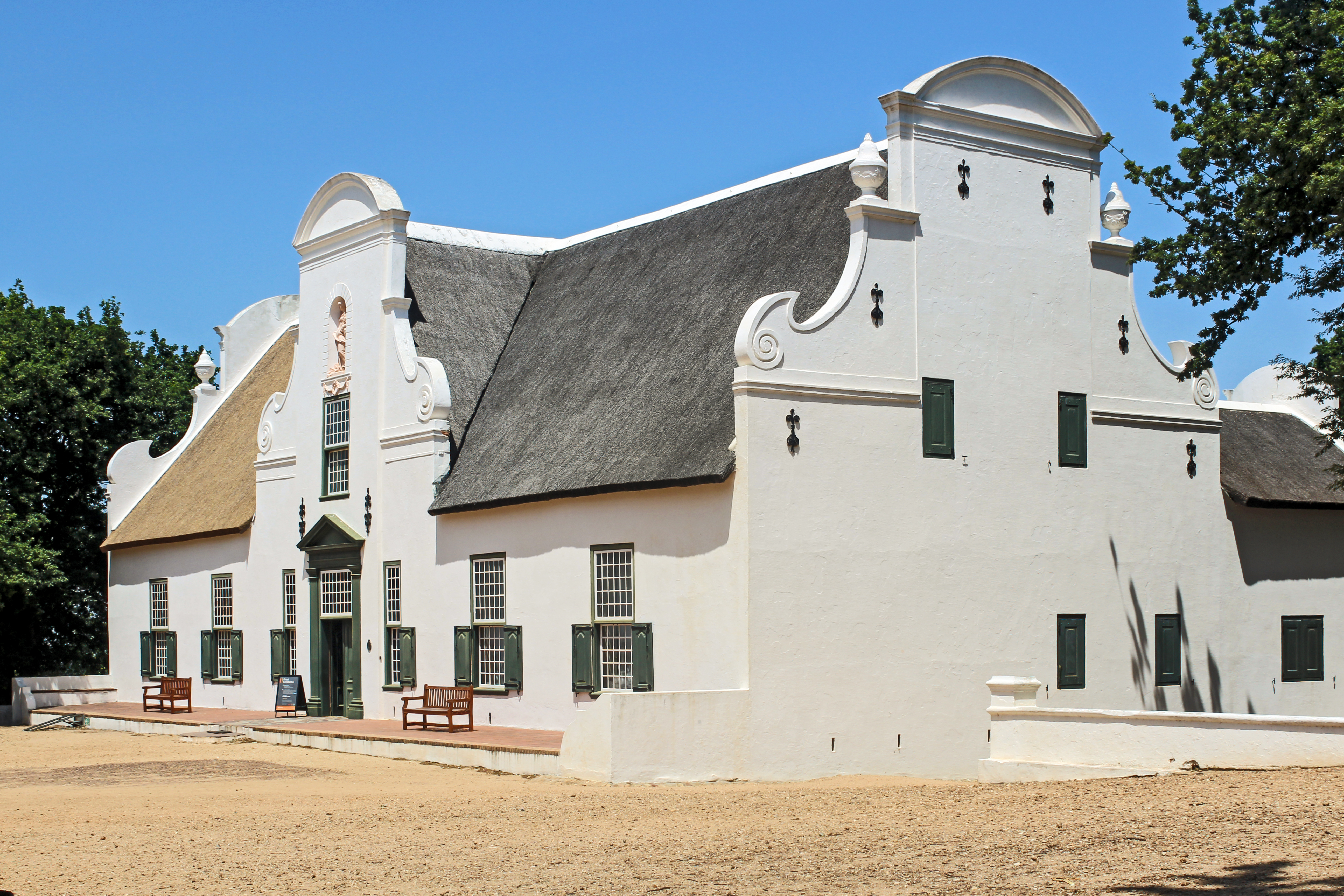
Groot Constantia, la demeure viticole de style néerlandais du Cap de Simon van der Stel.

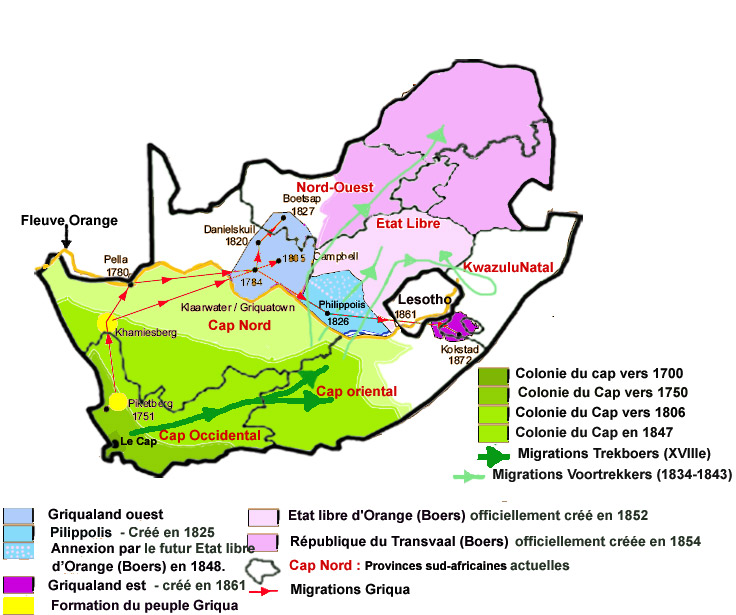
Carte d'Afrique du Sud indiquant l'évolution des frontières de la colonie du Cap de 1700 à 1847 ainsi que la migration des Griquas et des Boers au XIXe siècle.

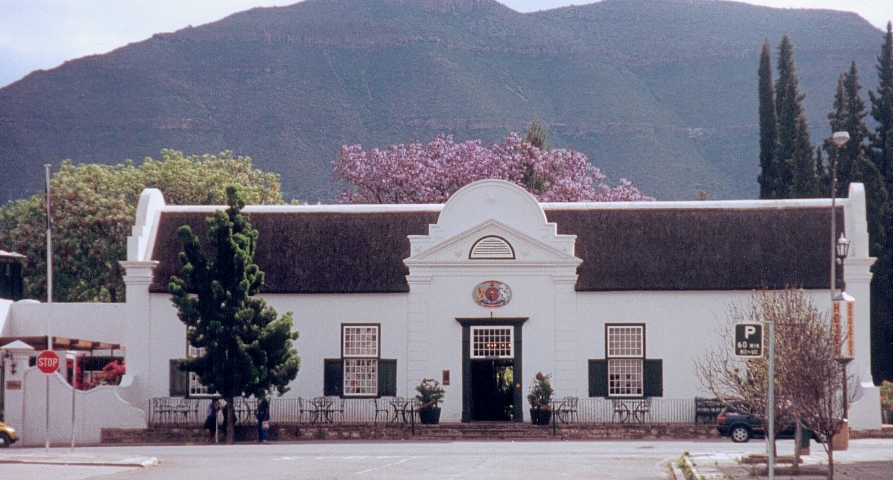
Drotsdy de Graaff-Reinet.

- 1666 : début de la construction du fort de Bonne-Espérance.
- 1679 : fondation de la ville de Stellenbosch en hommage au nouveau commandeur du Cap, Simon van der Stel, artisan du développement économique de la petite colonie.
- 1688 : quelque 238 huguenots chassés de France par la révocation de l'édit de Nantes rejoignent les 800 colons de la colonie pour y développer la viticulture sur des terres riches en alluvion.
- 1706 : première manifestation de défiance envers le gouvernement autocratique de Willem Adriaan van der Stel. L'immigration européenne dans la colonie est arrêtée.
- 1713 et 1755 : épidémies de variole qui déciment les Khoikhoi.
- 1730 : les Trekboers (paysans nomades d'origine néerlandaise) gagnent l'intérieur du continent pour fuir l'administration néerlandaise du Cap.
- 1745 : annexion de Swellendam à la colonie du Cap
- 1778 : frontière orientale de la colonie fixée au fleuve Great Fish, à la lisière des territoires xhosas, à quelque 1 500 km du Cap sur la côte atlantique.
- 1779 : première guerre cafre (Boers contre Xhosas : deux groupes en concurrence pour le contrôle des pâturages)
- 1786: annexion de Graaff-Reinet, ville de frontière située en plein désert du Karoo à plus de mille kilomètres au nord-est de la ville du Cap.
- 1795 : occupation britannique de la colonie du Cap
- 1803 : Paix d'Amiens. La colonie du cap est rétrocédée à la République batave
- 1806 : seconde occupation du Cap par les Britanniques. La colonie du Cap compte un peu plus de 60 000 habitants dont quelque 20 000 blancs, 15 000 Khoisans, 25 000 esclaves, et un millier d'hommes libres (anciens esclaves libérés de leur servitude).
- 1814 : la colonie est définitivement cédée au Royaume-Uni.
- 1816 : la pendaison de cinq Boers à Slachters Neck renforce irrémédiablement l'acrimonie des Boers envers les Anglais.
- 1819 : annexion à la colonie du Cap des territoires situés en amont du fleuve Great Fish jusqu'au fleuve Keiskamma (en), refoulant les Xhosas au nord de cette frontière.
- 1820 : intensification de la colonisation britannique dans la région frontière du Zuurveld en amont du fleuve Sundays et en aval du fleuve Great Fish. Près de 4 000 colons anglais fondent les villes de Port Elizabeth et de Grahamstown.
- 1822 : le néerlandais perd son statut de langue officielle dans les tribunaux et les services gouvernementaux. Il recule dans les domaines scolaires et religieux. Anglicisation de la société du Cap.
- 1828 : l'anglais devient la seule langue officielle pour les affaires administratives et religieuses. L'égalité des races est proclamée. Les Hottentots se voient ainsi reconnaître l'égalité des droits avec les blancs.
- 1833 : abolition de l'esclavage.
- 1835 : début du Grand Trek des Boers vers l'intérieur du continent. Annexion de la région située en amont du fleuve Keiskamma et en aval du fleuve Grand Kei sous le nom de province de la Reine-Adélaide.
- 1836 : la province de la Reine-Adélaide est rétrocédée aux Xhosas.
- 1843-1844 : reconnaissance du Griqualand Ouest.
- 1847: le district de la Reine-Adélaide est annexé et prend le nom de Cafrerie britannique. Elle est administrée séparément de la colonie du Cap en tant que possession de la Couronne britannique.
- 1853 : la Cafrerie britannique devient une colonie de la Couronne.
- 11 mars 1854 : la colonie du Cap est dotée d'une constitution, d'un gouvernement représentatif et d'une franchise électorale permettant aux populations de couleurs de disposer de leurs droits civiques selon les mêmes conditions censitaires que la population blanche.
- 1854 : le gouverneur George Grey entreprend de moderniser les infrastructures et les équipements de la colonie.
- 1856 : « suicide national » des Xhosas à la suite des prophéties de Nongqawuse. La population de la Cafrerie passe en deux ans de 105 000 à moins de 27 000 individus. Les terres dépeuplées sont attribuées à plus de 6 000 immigrants européens d'origine allemandes.
- 1866 : annexion de tout le territoire de la cafrerie britannique à la colonie du Cap pour former les districts de King William's Town et de East London.
- 1867 : découverte de diamants à Kimberley.
- 1869 : l'élevage d'autruches devient une nouvelle activité prospère de la colonie en plus de la laine de mouton et participe au développement économique de la région d'Oudtshoorn.
- 1871 : annexion du Basutholand et du Griqualand Ouest à la colonie du Cap.
- 1875 : début de l'annexion des territoires indigènes en amont du fleuve Grand Kei et en aval de Port Edward. Ils formeront plus tard le Transkei.
- 1882 : début de l'influence de l'Afrikaner Bond sur la vie politique du Cap.
- 1890 : Cecil Rhodes est premier ministre.
- 1899-1902 : seconde guerre des Boers
- 1910 : la colonie du Cap est rassemblée avec le Griqualand, le Stellaland et le Bechuanaland britannique dans la nouvelle province du Cap pour former, au côté des provinces du Natal, du Transvaal et de l'État libre d'Orange, la nouvelle union d'Afrique du Sud.

## Premiers ministres de la colonie (1872-1910)
- John Charles Molteno (1872-1878)

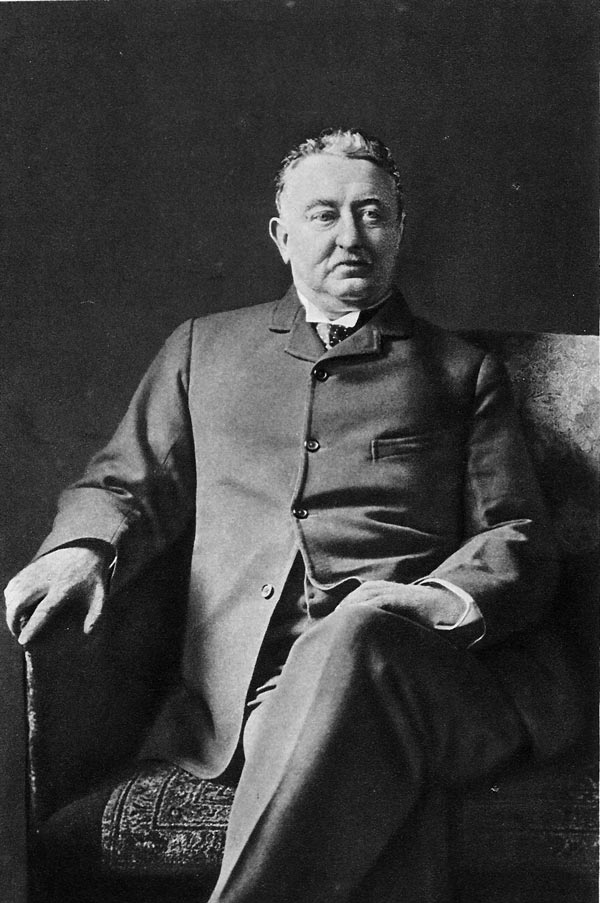
Cecil Rhodes.

- Sir John Gordon Sprigg (1878-1881)
- Thomas Charles Scanlen (1881-1884)
- Thomas Upington (1884-1886)
- Sir John Gordon Sprigg (1886-1890)

- Cecil Rhodes (1890-1896)
- Sir John Gordon Sprigg (1896-1898)
- William Philip Schreiner (1898-1900)
- Sir John Gordon Sprigg (1900-1904)
- Leander Starr Jameson (1904-1908)
- John X. Merriman (1908-1910)

Le poste de Premier ministre de la colonie du Cap fut supprimé le 31 mai 1910 lorsque la colonie s'incorpora à l'Union sud-africaine.